# 新津机场
新津机场是一个位于四川成都新津区的机场。抗日戰爭軍用機場，飛虎隊美國第十四航空隊基地。

## 历史
新津机场修建于1928年，但建成后并未使用，常年处于荒废状态。抗日战争爆发后，1939年至1940年完成第一次扩建，1943年-1944年完成第二次扩建，作为飞虎队军用机场使用，并有B-29轰炸机、 P-38 、P-61战斗机等机型入驻。1944年实施的“马特豪恩”作战中，B-29从新津机场出发，轰炸了位于日本九州的八幡帝国制铁所。
1956年后，成为中国民用航空飞行学院训练机场。